# Tosu
Tosu (鳥栖市?) è una città giapponese della prefettura di Saga.
Vi ha la sede l'importante industria farmaceutica Hisamitsu Pharmaceutical, azienda leader nei cerotti transdermici.